# Pelecopsis susannae
Pelecopsis susannae är en spindelart som först beskrevs av Simon 1914.  Pelecopsis susannae ingår i släktet Pelecopsis och familjen täckvävarspindlar.
Artens utbredningsområde är Frankrike. Inga underarter finns listade i Catalogue of Life.